# Günther Wiens
Günther Wiens (ur. 2 stycznia 1901 w Kilonii, zm. 26 marca 1975 w Dreieich-Götzenhain w Hesji) – niemiecki inżynier i urzędnik kolejowy.
Uzyskał tytuł doktora inżyniera. Był zatrudniony w Ministerstwie Transportu Rzeszy (Reichsverkehrsministerium) (1942). Pełnił funkcję prezesa Dyrekcji Okręgowej Kolei Wschodniej w Krakowie (Ostbahn-Betriebsdirektion Krakau, OBD Krakau), jednocześnie prezesa Dyrekcji Okręgowej Kolei Wschodniej w Warszawie (Ostbahn-Betriebsdirektion Warschau, OBD Warschau) (1943-1945), następnie prezesa Dyrekcji Kolei Rzeszy we Wrocławiu (Reichsbahndirektion Breslau, RBD Breslau) (1945). Po II wojnie światowej powierzono mu funkcję dyrektora w Głównym Zarządzie Deutsche Bundesbahn (1959). Uhonorowano go tytułem dr h.c. Odznaczony: dwukrotnie Krzyżem Zasługi Wojennej, II i I klasy, oraz Krzyżem Rycerskim Krzyża Zasługi Wojennej.